# Корнешты (Хынчештский район)
Корнешты (рум. Corneşti, Корнешть) — село в Хынчештском районе Молдавии. Наряду с сёлами Секарены и Новые Секарены входит в состав коммуны Секарены.

## География
Село расположено на высоте 104 метров над уровнем моря.

## Население
По данным переписи населения 2004 года, в селе Корнешть проживает 571 человек (291 мужчина, 280 женщин).
Этнический состав села:
| Национальность | Число жителей | Процентный состав |
| -------------- | ------------- | ----------------- |
| молдаване      | 566           | 99.12             |
| украинцы       | 3             | 0.53              |
| русские        | 1             | 0.18              |
| румыны         | 1             | 0.18              |
| Всего          | 571           | 100%              |